# 徐京安
徐京安（1929年12月5日—2018年5月2日），男，浙江永康人。中国文学理论和比较文学研究家，文艺评论家。中国人民大学文学院教授。著有《唯美主义》。

## 生平
1957年毕业于中国人民大学俄语系外国文学专业研究生班。历任中国人民大学教授、外国文学研究室主任。1982年加入北京作家协会，1986年加入中国比较文学学会和国际比较文学协会。
1992年2月退休。2018年5月2日因病于北京逝世，享年89岁。

## 出版物
主编有《欧美文学论集》《外国文学简编》《外国文学史》《但丁》《外国散文名篇技法三十讲》《唯美主义》《外国文艺形象辞典》《世界文学名著导读》《托尔斯泰研究论文》等。译作有《文学原理》《流亡中的牛虻》《典型与个性》等。